# راؤول ألفارو توريس
راؤول ألفارو توريس هو رسام كوبي، ولد في 10 يونيو 1933 في سانتياغو دي كوبا في كوبا.